# Sofia, Duquesa da Varmlândia
Sofia Cristina Hellqvist (Danderyd, 6 de dezembro de 1984) é um membro da família real sueca desde seu casamento com o príncipe Carlos Filipe, Duque da Varmlândia em 13 de junho de 2015. Antes de seu casamento, Sofia foi modelo e participante de um reality show na Suécia.
Ela vive com o marido e os filhos em Estocolmo, na propriedade conhecida como Villa Solbacken.

## Biografia
Hellqvist nasceu de um pai sueco-dinamarquês e uma mãe sueca em Täby, mas mudou-se para Älvdalen aos seis anos em 1990. 
Em 2000, aos 16 anos começou a trabalhar como modelo, incluindo trabalhos de fotos eróticas, e em 2005 mudou-se para a cidade de Nova Iorque onde foi estudar ioga. Estudou computação e desenvolvimento de negócios no Institute of English and Business de Nova Iorque. Também fez cursos sobre ética, infância e juventude e comunicação infantil na Universidade de Estocolmo. 
Em 2010, começou a desenvolver o Projeto Playground, já quando havia boatos do seu relacionamento com o príncipe Karl Philip da Suécia. Parte da imprensa considerava a iniciativa uma forma de melhorar a imagem de Sofia. 

### Controvérsias
Em 2004, aos 20 anos, Sofia pousou de biquíni e enrolada numa cobra para a revista masculina "Slitz" e foi eleita pelos leitores como a "Miss Slitz". Depois das fotos e da ligeira fama, Sofia entrou no reality show "Paradise Hotel". Após o reality, Sofia mudou-se para a cidade de Nova Iorque nos Estados Unidos, onde estudou ioga. Sofia também trabalhou como stripper e teve o seu nome envolvido com o da atriz pornô estadunidense Jenna Jameson. Quando o namoro com o príncipe Karl Philip da Suécia, Duque da Varmlândia se tornou público em 2010, a revista sueca Expressen republicou as fotos feitas para a Slitz, o que causou comentários de desaprovação dos suecos em relação à namorada do príncipe. Houve boatos, também, de que a própria família real sueca inicialmente não teria aprovado o relacionamento dela com o príncipe.

## Noivado e casamento
Em abril de 2010, Sofia e o príncipe foram fotografados juntos pela primeira vez e em agosto seguinte a porta-voz do Palácio Real de Estocolmo, Nina Eldh, confirmou a relação entre o casal em uma entrevista coletiva no palácio. Depois do namoro se tornar público, Sofía começou, aos poucos, a participar de eventos importantes da família real sueca, como o casamento da princesa Vitória, Princesa Herdeira da Suécia em 2010 e o batizado da princesa Estelle da Suécia em 2012.
"Fui muito bem recebida pela rainha Sílvia da Suécia", disse ela em uma entrevista em janeiro de 2015.
Em 27 de junho de 2014, a casa real sueca anunciou oficialmente o noivado do príncipe Carlos Filipe, Duque da Varmlândia com Sofia.
O casal, que já vivia junto num apartamento na região de Djurgården em Estocolmo, começou as comemorações de sua boda no dia 12 de junho de 2015, com um jantar de gala que contou com a presença de vários membros da família real sueca e de outras famílias reais europeias, como as princesas Mette-Marit e Marta Luísa da Noruega.

### Casamento
A cerimônia religiosa aconteceu no  dia 13 de junho de 2015, na Capela do Palácio Real de Estocolmo. O casal teve como damas-de-honras a princesa Estelle, Duquesa da Gotalândia Oriental (sobrinha do noivo),  Anaïs Sommerlath (prima do noivo; filha de Patrick Sommerlath), Chloé Sommerlath (prima do noivo; filha de Patrick Sommerlath) e Tiara Larsson (afilhada de Sofia).  Sofia usou um vestido de noiva desenhado por Ida aSjöstedt e seu buquê consistia em rosas e murta. De acordo com a tradição dos buquês das noivas da família real sueca, a murta veio dos jardins do Castelo de Sofiero. As flores eram em tons de creme e coral e estavam amarradas.
Estiveram presentes ao casamento, além dos membros da família real da Suécia, as rainhas Margarida da Dinamarca, Sônia da Noruega e Mathilde da Bélgica; o príncipe herdeiro Haakon da Noruega e sua esposa Mette-Marit; as princesas Mary da Dinamarca, o príncipe Eduardo da Inglaterra e sua esposa Sophie; o príncipe Nicolau da Grécia e sua esposa Tatiana; e a princesa Takamado do Japão.

## Maternidade
No dia 19 de abril de 2016, Sofia deu à luz às 18h25, no hospital de Danderyd, em Estocolmo, o seu primeiro filho. O menino nasceu com 3,595 Kg, e medindo 49 cm. Em 21 de abril de 2016, apenas dois dias após o nascimento, foi anunciado o nome do bebê: Alexandre Érico Humberto Bertil da Suécia, Duque de Sudermânia.
Em março de 2017, a Palácio Real de Estocolmo anunciou oficialmente que o casal esperava o segundo filho. Ele nasceu em 31 de agosto de 2017, pesando 3,400kg e medindo 49cm, no mesmo hospital em Danderyd. Em 04 de setembro de 2017, o nome do bebê foi anunciado oficialmente no dia como sendo: Gabriel Carlos Valter da Suécia, Duque de Dalarna.
Em 11 de dezembro de 2020, o casal anunciou oficialmente que estava esperando o terceiro filho. O bebê, um menino, nasceu em 26 de março de 2021, pesando 3,32kg, no mesmo hospital em Danderyd. No dia 28 de março de 2021, foi anunciado oficialmente o nome do bebê: Juliano Herberto Folke.
Em 2 de setembro de 2024, o casal anunciou que estava esperando seu quarto filho, que nasceria em fevereiro seguinte. No dia 07 de fevereiro de 2025, às 13h10, no Hospital Danderyd de Estocolmo, Sofia deu à luz uma menina que pesou 3,645 kg e mediu 49cm. Seu nome foi revelado no dia 10 de fevereiro, Inês Maria Lilian Sílvia. 

## Deveres reais como princesa sueca
Logo depois do casamento até o mês de outubro de 2019, a princesa Sofia realizava diversos deveres reais oficiais como uma princesa da Suécia, dando grande apoio ao marido, o príncipe Carlos Filipe, Duque da Varmlândia.
Sofia participa com frequência de almoços ou jantares oficias que são promovidos principalmente pelo rei para visitantes ou estrangeiros de alto nível, assim como das festividades do aniversário do rei Carlos XVI Gustavo da Suécia, a rainha consorte Sílvia da Suécia e da princesa Vitória, Princesa Herdeira da Suécia, como participa das comemorações do Dia Nacional da Suécia e o Prêmio Nobel. A Sofia também viajava representando oficialmente a Suécia até em visitas oficiais no exterior.

### Mudanças na casa real
No dia 07 de outubro de 2019, o rei Carlos XVI Gustavo da Suécia anunciou oficialmente mudanças na Casa Real de Bernadotte, "para estabelecer quais membros da família real sueca atenderiam compromissos ligados à Chefia de Estado". No comunicado foi anunciado que Sofia e o marido passariam a atender uma agenda ligada apenas a organizações e fundações não-governamentais com as quais já estavam relacionados, e que só atenderiam deveres ligados à Chefia de Estado quando o rei solicitasse. No comunicado também foi anunciado que os filhos do casal perderiam o tratamento de "Sua Alteza Real", que não atenderiam compromissos oficiais no futuro e que não fariam mais parte da Casa Real de Bernadotte, apenas da família real sueca. 

## Trabalhos de caridade
Em abril de 2020, a princesa concluiu um curso de treinamento online de emergência de três dias da Universidade Sophiahemmet, criado para ajudar os hospitais em meio à Pandemia de COVID-19. Foi anunciado oficialmente pelo Palácio Real de Estocolmo que ela trabalharia como uma voluntária no Hospital Sophiahemmet na cidade de Estocolmo, onde apoiaria os "médicos e enfermeiras em turnos de cozinha, desinfecção de instrumentos e limpeza".

## Saúde
No dia 26 de novembro de 2020, foi confirmado oficialmente pelo Palácio Real de Estocolmo que a duquesa de Varmlândia e o marido o príncipe Carlos Filipe, Duque da Varmlândia tinham testado positivo para a covid-19 e também foi informado que o casal já estava em isolamento social e realizando o tratamento médico.
Em 12 de janeiro de 2021 foi confirmado pelo Palácio Real que a terceira gravidez da princesa Sofia estava bem, apesar da covid-19.

## Títulos e estilos
- 06 de dezembro de 1984 - 13 de junho de 2015: Senhorita Sofia Cristina Hellqvist
- 13 de junho de 2015 - presente: Sua Alteza Real, A Duquesa da Varmlândia

### Brasão
| Brasão de Sofia | Monograma real de Sofia |